# Piesting
 (janvier 2016).
Si vous disposez d'ouvrages ou d'articles de référence ou si vous connaissez des sites web de qualité traitant du thème abordé ici, merci de compléter l'article en donnant les références utiles à sa vérifiabilité et en les liant à la section « Notes et références ».
La Piesting est une rivière autrichienne qui coule dans le land de la Basse-Autriche. Elle est un affluent de la Fischa et donc un sous-affluent du Danube.